# Francis Grant
Sir Francis Grant, RA (Kilgraston, 18 gennaio 1803 – Melton Mowbray, 5 ottobre 1878), è stato un pittore e scrittore scozzese, che fu Presidente della Royal Academy.

## Biografia
Figlio di un gentiluomo scozzese di campagna, Grant nacque a Kilgraston, nella regione di Perth e Kinross. Studiò alla Harrow School di Londra. Fu un autodidatta e esibì le sue opere la prima volta alla Royal Academy of Arts nel 1834. Dopo una serie di notevoli successi artistici, divenne pittore a tempo pieno e si dedicò in particolare alla ritrattistica. Tra i suoi clienti, la regina Vittoria e Lord Palmerston. 
Nel 1842 divenne associato della Royal Academy e suo membro nel 1851. Nel 1866, alla morte di Charles Lock Eastlake, divenne Presidente della Royal Academy e fu fatto baronetto poco dopo.